# 行人様
行人様（ぎょうにんさま）は、日本の江戸時代の武士、僧。日本国内に現存する即身仏（ミイラ）16体のうちの1体であり、長野県に現存する唯一の即身仏である。俗名は久保田彦左衛門。甲斐武田氏に仕えた土屋昌恒の子孫である南岸和尚の弟子である。

## 略歴
武士として信濃国伊那郡新野（現長野県下伊那郡阿南町新野地区）に生まれる。
怪力で背丈が6尺ほど（約180 cm）の大男で、評判を聞いた飯田高森の山吹の殿様に召し抱えられ寛文8年弥生月、武士となった。
性格は真面目で、多くの人に親しまれていたという。

### 出家
26歳で新野へ戻るが、ある日、山に薪を取りに行った留守中に家が火事になり、一瞬にして最愛の妻と子を失った。
この事に世の無常を感じた彦左衛門は仏門へと入り、新野の瑞光院の南岸和尚の弟子となり行順と名乗った。
鉄の下駄、鉄の錫杖（杖）を身に付け、富士山、御嶽山、白山、高野山、恐山等の日本各地の霊山に籠り、その間は火の物を断つ木食行で命を継ぎながら厳しい修行の旅を17年間続けた。

### 入定
17年間の修行を終え新野に戻った行順（彦左衛門）だが、既に師である瑞光院の南岸和尚は他界していた。
妻子の17回忌を済ませた行順は、親友の栗生惣兵衛に「鐘の音が聞こえなくなったら穴を塞いで10年間経ったら掘り起こすように」と後を託し、新野の安全と繁栄を願って43歳で瑞光院の裏山である新栄山の山頂に籠った。
穴を掘って内部に石を詰め、箱を作ってその中に入り、箱の屋根に穴を開け竹筒を差し空気口とし、行順は念仏を唱えながら鐘を鳴らし続けた。鐘の音が聞こえる度に住民は涙を流したという。
徐々に鐘の音が弱くなり、7日目になるとやがて止まった。栗生惣兵衛が竹筒を取り穴を塗り固め10年後に掘り起こすと行順は即身仏となっていた。
こうして即身仏となった行順は心宗行順大行者と号された。
他人の処置を施さずに自力で即身仏となった例は非常に珍しい。

## 御開帳
毎年4月と9月に例大祭が開催され、それに合わせて御開帳が行われている。
春は4月29日、秋は9月の敬老の日の前日で、拝観は無料、撮影は原則禁止である。その他特別に御開帳が行われる事もある。
現在は「奉賛会」が組織され、秋の祭典では行人様が鉄下駄を履いて修行したことにちなみ、両足4㎏の鉄下駄で走る「行者健脚レース」が行われ、夜は二尺玉を含む1000発が打ち上げられる煙火大会が行われ多くの人で地域が賑わう。

## 逸話
- 台風で御堂ごと山から落ちてしまい修復が行われて現在の姿となった。以前は青白い顔で髭が生えており、眼球が確認できたという。
- 江戸時代に飯田へ持ち出され公開された事がある。しかし疫病が流行り飢饉が起こり「行人様の祟り」ではないかと噂され、以後は新栄山の御堂から動くことは無くなった。
- 行人様の使用した鉄下駄は失われてしまったが、江戸時代にキノコ刈りに入った村人により山中から錫杖と鉄下駄の片方のみが発見された。現在でも鉄下駄と錫杖はご開帳の日に見ることが可能で、鉄下駄は足の形にすり減っているのが分かる。
- 入定の際に鳴らした鐘も現存しており、ご開帳の日には実際に鳴らすことが可能。
- 長寿姉妹で人気だったきんさんぎんさんが二人で訪れたことがあり、特別開帳が行われた。きんさんぎんさん用の金の座布団、銀の座布団が特別に用意され行人様と対面した。現在でもお堂の中に座布団と写真が飾られている。同姉妹は新野の盆踊りにも参加し踊った。
- 新栄山の参道中腹には天然の湧水があり銀命水（ぎんめいすい）と呼ばれている。行人様はこの水だけを飲み、最期の修行をしたと伝わる。
- 新栄山の表参道には岩場があり、その形状からくぐり岩、のぼり岩、はさみ岩と呼ばれている。現在でも学校登山の練習や遠足のコースとして親しまれている。
- 新野の寺山には行人様が掘ったという行人様の井戸が現存している。狼が恐ろしくて水を汲みに行けない住民の声を聞いて、錫杖で突いて掘り当てたという言い伝えが残っている。
- 大下條にある深見の池に夜な夜な化け物が出る、という話を聞いて武士時代の行人様が斬った所、夜が明けて見ると桜の木であったという伝説がある。

## 管理と修復
- 昭和46年に大修理がなされ、永久保存のため耐火建築の中に安置されている。
- 現在は行人様の親友であった栗生惣兵衛の子孫のみが行人様に触れる事を許され、衣替えなども行っている。
- 新野住民による「奉賛会」「お山当番」が組織され管理や例大祭が執り行われている。

## 寺下行人（盗人行人）
行人様が入定してから10年ほど後、新野を訪れた旅人が行人様の話を聞いて感動し、自分も即身仏になろうと瑞光院の下で石室を作り、中に籠って修行を始めた。
その姿に村人も生仏様だと有難がったが師走のある日、空腹に耐えかねて近隣の餅を盗み食いしてしまい窒息死してしまった。
憐れんだ村人が石室へ戻したが、白骨化してしまい即身仏になることはできなかった。
村人たちは旅人を盗人（ぬすっと）行人と呼んだという。

### 寺下行人様
餅を盗み食いしたというのは後世の創作で、栄養状態、湿度等の環境の差で即身仏になれなかったのではないかと言う意見もある。
盗人行人という名称は可哀想だということで寺下行人様と呼ばれる場合もある。
昭和前半までは石室内部を覗き見ることが可能で、白骨化した寺下行人様が見えたが、現在は石室はアスファルトで固められ、中を見ることはできなくなっている。
現在は行人様の例大祭の日には、寺下行人様の祭りも執り行われ、地元住民から親しまれている。

## 交通アクセス
- 〒399-1612 長野県下伊那郡阿南町新野3721
- JR飯田線温田駅下車、南部公共バスで30分

※例大祭の日には行人様お堂までの無料送迎バスが運行される。